# Sant Marcelin dau Pònt
Saint-Marcellin-en-Forez és un municipi francès situat al departament del Loira i a la regió d'Alvèrnia-Roine-Alps. L'any 2007 tenia 4.110 habitants.

## Demografia

### Població
El 2007 la població de fet de Saint-Marcellin-en-Forez era de 4.110 persones. Hi havia 1.600 famílies de les quals 400 eren unipersonals (160 homes vivint sols i 240 dones vivint soles), 444 parelles sense fills, 640 parelles amb fills i 116 famílies monoparentals amb fills.
La població ha evolucionat segons el següent gràfic:
Habitants censats

### Habitatges
El 2007 hi havia 1.840 habitatges, 1.600 eren l'habitatge principal de la família, 136 eren segones residències i 104 estaven desocupats. 1.623 eren cases i 211 eren apartaments. Dels 1.600 habitatges principals, 1.219 estaven ocupats pels seus propietaris, 366 estaven llogats i ocupats pels llogaters i 15 estaven cedits a títol gratuït; 6 tenien una cambra, 101 en tenien dues, 283 en tenien tres, 515 en tenien quatre i 695 en tenien cinc o més. 1.251 habitatges disposaven pel capbaix d'una plaça de pàrquing. A 654 habitatges hi havia un automòbil i a 819 n'hi havia dos o més.

### Piràmide de població
La piràmide de població per edats i sexe el 2009 era:
| Homes | Edats   | Dones |
| ----- | ------- | ----- |
| 0     | 95 o +  | 0     |
| 0     | 90 a 94 | 28    |
| 24    | 85 a 89 | 20    |
| 16    | 80 a 84 | 28    |
| 56    | 75 a 79 | 56    |
| 80    | 70 a 74 | 100   |
| 80    | 65 a 69 | 104   |
| 80    | 60 a 64 | 84    |
| 84    | 55 a 59 | 88    |
| 116   | 50 a 54 | 96    |
| 136   | 45 a 49 | 160   |
| 116   | 40 a 44 | 68    |
| 144   | 35 a 39 | 120   |
| 124   | 30 a 34 | 140   |
| 112   | 25 a 29 | 96    |
| 68    | 20 a 24 | 96    |
| 104   | 15 a 19 | 96    |
| 108   | 10 a 14 | 132   |
| 160   | 5 a 9   | 120   |
| 96    | 0 a 4   | 96    |

## Economia
El 2007 la població en edat de treballar era de 2.607 persones, 1.970 eren actives i 637 eren inactives. De les 1.970 persones actives 1.826 estaven ocupades (977 homes i 849 dones) i 144 estaven aturades (54 homes i 90 dones). De les 637 persones inactives 245 estaven jubilades, 212 estaven estudiant i 180 estaven classificades com a «altres inactius».

### Ingressos
El 2009 a Saint-Marcellin-en-Forez hi havia 1.634 unitats fiscals que integraven 4.221 persones, la mediana anual d'ingressos fiscals per persona era de 18.290 €.

### Activitats econòmiques
Dels 159 establiments que hi havia el 2007, 5 eren d'empreses extractives, 8 d'empreses alimentàries, 1 d'una empresa de fabricació de material elèctric, 11 d'empreses de fabricació d'altres productes industrials, 22 d'empreses de construcció, 41 d'empreses de comerç i reparació d'automòbils, 8 d'empreses de transport, 10 d'empreses d'hostatgeria i restauració, 5 d'empreses financeres, 7 d'empreses immobiliàries, 16 d'empreses de serveis, 13 d'entitats de l'administració pública i 12 d'empreses classificades com a «altres activitats de serveis».
Dels 51 establiments de servei als particulars que hi havia el 2009, 1 era una oficina de correu, 2 oficines bancàries, 1 funerària, 8 tallers de reparació d'automòbils i de material agrícola, 4 paletes, 6 guixaires pintors, 2 fusteries, 6 lampisteries, 3 electricistes, 6 perruqueries, 6 restaurants, 3 agències immobiliàries i 3 salons de bellesa.
Dels 12 establiments comercials que hi havia el 2009, 1 era una botiga de més de 120 m², 1 una botiga de menys de 120 m², 5 fleques, 2 carnisseries, 1 una llibreria, 1 una botiga d'electrodomèstics i 1 una floristeria.
L'any 2000 a Saint-Marcellin-en-Forez hi havia 55 explotacions agrícoles que ocupaven un total de 850 hectàrees.

## Equipaments sanitaris i escolars
L'únic equipament sanitari que hi havia el 2009 era una farmàcia.
El 2009 hi havia 1 escola maternal i 1 escola elemental.

## Poblacions més properes
El següent diagrama mostra les poblacions més properes.